# Cerynea thermesialis
Cerynea thermesialis is een vlinder uit de familie van de spinneruilen (Erebidae). De wetenschappelijke naam werd voor het eerst geldig gepubliceerd in 1866 door Francis Walker.
De soort komt voor in tropisch Afrika.